# ZBD-04
ZBD-04 – bojowy wóz piechoty produkcji chińskiej.

## Wersja VN12
Pierwszy publiczny pokaz odbył się podczas Air Show China w Zhuhai w 2014 roku. VN12 w przeciwieństwie do pozostałych konstrukcji z Państwa Środka jest pojazdem całkowicie nowym. Cechuje się większym rozmiarem niż ZBD-97, a także lepszym opancerzeniem. Przez większa masę pojazd nie posiada możliwości pływania. Pojazd jest przystosowany do przewożenia 7-osobowego desantu, który jest umieszczony z tyłu wozu. Dostęp do przedziału desantowego istnieje poprzez drzwi z tyłu i dwa włazy na stropie. VN12 posiada ochronę przeciw broni  ABC, a także systemy przeciwpożarowe. Pojazd uzbrojony jest w rosyjską armatę 2A47 kal. 30 mm, karabin maszynowy i tandemowe ppk HJ-73 (głęboka modernizacja radzieckich 9M14 Malutka). Pojazd napędzany jest silnikiem spalinowym o mocy 600 KM.